# Tibouchina mosenii
Tibouchina mosenii är en tvåhjärtbladig växtart som beskrevs av Célestin Alfred Cogniaux. Tibouchina mosenii ingår i släktet Tibouchina och familjen Melastomataceae. Inga underarter finns listade i Catalogue of Life.